# Імре Фельді
Імре Фельді (угор. Imre Földi, 8 травня 1938 — 23 квітня 2017) — угорський важкоатлет.
Олімпійський чемпіон 1972 року в категорії до 56 кг, срібний призер 1964 (до 56 кг), 1968 до 56 кг років, учасник 1960, 1976 років.
Чемпіон світу 1965 (до 56 кг), 1972 до 56 кг років, срібний призер 1961 (до 56 кг), 1962 (до 56 кг), 1964 (до 56 кг), 1966 (до 56 кг), 1968 (до 56 кг) років, бронзовий призер 1959 (до 56 кг), 1963 (до 60 кг) років.
Чемпіон Європи 1962 (до 56 кг), 1963 (до 56 кг), 1968 (до 56 кг), 1970 (до 56 кг), 1971 (до 56 кг) років, срібний призер 1960 (до 56 кг), 1961 (до 56 кг), 1965 (до 56 кг), 1966 (до 56 кг) років, бронзовий призер 1959 року в категорії до 56 кг.